# 한강 자전거길

한강 자전거길은 한강에 있는 자전거 도로이다. 서울특별시, 고양시, 하남시, 구리시, 남양주시등이 건설하였으며 4대강 자전거길의 건설로 노선이 연장되었다. 강남 구간은 현재 아라한강갑문부터 팔당대교까지이며, 강북 구간은 북로 분기점 부근부터 팔당대교를 지나 남한강 자전거길(한강 종주 자전거길)과 연결된다. 서울특별시 구간은 경인 아라뱃길 자전거길과 연결하기 위해 새로 지어진 아라한강갑문 부근을 제외하고 한강시민공원의 일부이다. 한강 자전거길은 아라한강갑문에서 한강 남북에 왕복 2차선 씩 있으며, 한강 이남의 경우 반포한강공원-여의도한강공원 구간에 경사가 꽤 있는편이다.
이남의 경우 아라한강갑문에서 양화한강공원, 여의도한강공원, 반포한강공원, 잠실한강공원, 광나루한강공원 등을 지난다.
이 자전거길은 한강의 지류의 자전거길과도 연결된다. 고양시 구간의 창릉천 구간의 경의선철교 -북로분기점간 자전거도로를 시작으로 불광천, 홍제천, 중랑천, 왕숙천등과 강북에서 연결되고 강남에서는 안양천, 도림천, 탄천, 성내천의 자전거길과 연결된다.

## 같이 보기
- 낙동강 자전거길
- 영산강 자전거길
- 금강 자전거길
- 한강시민공원
- 아라 자전거길